# Rotglà i Corberà (ort)
Rotglá y Corbera är en ort i Spanien.   Den ligger i provinsen Província de València och regionen Valencia, i den östra delen av landet, 300 km sydost om huvudstaden Madrid. Rotglá y Corbera ligger 125 meter över havet och antalet invånare är 1 002.
Terrängen runt Rotglá y Corbera är kuperad söderut, men norrut är den platt. Runt Rotglá y Corbera är det tätbefolkat, med 369 invånare per kvadratkilometer. Närmaste större samhälle är Alzira, 19,7 km nordost om Rotglá y Corbera. Trakten runt Rotglá y Corbera består till största delen av jordbruksmark.